# Ivan Goremykin
Ivan Logginovitsj Goremykin (Russisch: Иван Логгинович Горемыкин) (Novgorod, 8 november 1839 – Sotsji, 24 december 1917) was een Russisch politicus. Hij was een conservatief en trouw dienaar van tsaar Nicolaas II.
Goremykin was premier in 1906 en van 1914-1916. Na zijn studie begon zijn loopbaan in de Senaat in 1860, daarna werd hij verantwoordelijk voor boerenzaken in Russisch Polen. In 1866 werd hij er vicegouverneur. Vanaf 1873 werkte hij voor binnenlandse zaken. In 1891 kreeg hij een hoge positie bij Justitie. Toen hij in 1895 minister van Binnenlandse Zaken werd heerste er aanvankelijk de hoop dat hij hervormingsgezind zou zijn maar al gauw bleek dat hij het uiterst behoudende bewind van zijn voorgangers wilde voortzetten.
Hoewel zijn loopbaan al ten einde leek werd hij op 22 april 1906 benoemd tot voorzitter van de ministerraad. Zijn ministerschap duurde echter niet lang. De Doema werd op 8 juli 1906 ontbonden naar aanleiding van een conflict over de ministeriële verantwoordelijkheid. Goremykin werd vervangen door Stolypin. In 1914-1916 keerde hij terug op zijn post. Na de Februarirevolutie (1917) moest hij zich verantwoorden voor de Bijzondere Commissie van de Voorlopige Regering. In mei stemde Aleksandr Kerenski in met zijn vrijlating, op voorwaarde dat hij met pensioen ging in zijn buitenhuis in Sotsji. Op 24 december 1917 werd hij vermoord, samen met zijn vrouw, dochter en schoonvader, bij een aanval op zijn buitenhuis.